# Anthophora walshii
Anthophora walshii är en biart som beskrevs av Cresson 1869. Anthophora walshii ingår i släktet pälsbin, och familjen långtungebin. Inga underarter finns listade i Catalogue of Life.